# Zanpakutō
Un zanpakutō(斬魄刀, zanpakutō? lit. sabie tăietoare de suflete) este o sabie magică fictivă ce apare în anime-ul și seria manga Bleach, mânuită de cei cu puteri de shinigami. Arta mânuirii unui zanpakutō se numește zanjutsu. În adaptarea din limba engleză de la Viz, ele sunt denumite Soul Slayers (Spintecătoare de Suflete).

## Prezentare generală
Cele mai multe zanpakutō arată ca o sabie katana normală, cu mici diferențe între ele precum se așteaptă între sabii diferite. Totuși, fiecare zanpakutō este îmbinat cu un spirit conștient unic, care îi da sabiei puterea de a trimite un plus în lumea de apoi, de a purifica hollows, si de a-și transforma propria formă într-una mai elaborată și mai puternică. Pentru a facilita aceste  sarcini, zanpakutō au abilitiți unice care se aseamană cu caracteristicile proprietarului.
Spiritul unui zanpakutō este o parte din sufletul proprietarului său, și cel mai adesea împărtășește aceleași trasături de personalitate. În același timp, însă, ei sunt și independenți, și astfel pot fi considerați partenerul unui shinigami în luptă. Deoarece sunt o parte din sufletul proprietarului, un zanpakutō nu poate fi înlocuit, deși se va regenera încet în cazul în care este rupt. Odată ce un shinigami câștigă mai multă putere, zanpakutō-ul lor își poate schimba forma, ceea ce permite ființei din interior să se manifeste cu un grad mai mare în lumea exterioară. Orice formă (sau mărime) un zanpakutō va adopta, proprietarul îl va mânui fără aproape nici un efort deoarece este o parte din sufletul său. Pe de altă parte, este mult mai dificil pentru un shinigami să mânuiască un zanpakutōu care nu îi aparține, deși Kaname Tōsen este singurul personaj din serial care a reușit așa ceva.
Shinigami își pot transfera puterile către alți shinigami înjunghiând zanpakutō-ul lor prin inima recipientului. Rukia Kuchiki reușește acest lucru la începutul poveștii pentru a-l ajuta pe Ichigo să-și salveze familia. Deși a intenționat să îi dea doar jumătate din puterile ei, el le-a absorbit pe aproximativ toate.

## Forme
Depinzând de abilitatea shinigami-ului de a comunica și de a controla spiritul zanpakutō-ului, un zanpakutō se poate manifesta în două forme suplimentare și apoi reveni la forma sa sigilată. Aceste două forme sunt cunoscute drept shikai și bankai, și pot fi considerate drept "upgrade-urile" unui zanpakutō, oferindu-i abilități mai presus de simpla lui folosire ca sabie. Shinigami poartă de obicei zanpakutō-ul în forma lui sigilată și activează formele suplimentare în funcție de nevoie.
Dacă un shinigami are puteri spirituale mari și nu le poate controla, el sau ea au un zanpakutō mai mare, așa cum Ichigo Kurosaki a avut atunci când a devenit shinigami prima oară. Isshin Kurosaki, tatăl lui Ichigo, explică la un moment dat că shinigami de nivel superior trebuie să fie capabili să stăpânească mărimea și forma săbiilor lor. În caz contrar, ar ajunge să mânuie sabii de mărimea unui zgârie-nori. Zanpakutō-urile pot fi deghizate și ca alte obiecte, deși acestea trebuie să fie de proporții asemănătoare cu însăși sabia. Atât Kisuke Urahara cât și generalul Yamamoto, își degizează sabia, de exemplu, sub forma unor bastoane; al lui Urahara ia forma unui shikomizue, pe când zanpakutō-ul lui Yamamoto e ascuns în interiorul unui baston simplu.
Shinigami care nu pot comunica cu zanpakutō-ul lor mânuiesc o versiune fără nume cunoscută drept asauchi, însemnând Taietura superficială ("shallow cut").

### Shikai
Shikai (始解, shikai?) este prima formă "upgradată" disponibilă unui zanpakutō. Pentru a o activa, shinigami trebuie să afle numele zanpakutō-ului lor. Acest lucru nu este la fel de ușor cu a alege un nume, deoarece spiritul unui zanpakutō este viu și posedă deja propriul nume. Din acest motiv, un shinigami trebuie să fie apt în a comunica cu zanpakutō-ul său, ceea ce necesită a fi capabil să vorbească cu spiritul sabiei în lumea interioară a acesteia. Obținerea unui shikai este o dovadă de control al zanpakutō-ului, și se pare a fi o condiție pentru a înainta în rangurile Gotei, deoarece majoritatea ofițerilor și locotenenților sunt capabili de shikai.
După aflarea numelui zanpakutō-ului, shikai-ul poate fi atins simplu prin recitarea unei comenzi urmată de numele zanpakutō-ului (în cele mai multe cazuri). Comanda poate varia între utilizatori și distanță, de la un singur verb imperativ la un poem scurt. De cele mai multe ori este legat de abilitatea zanpakutō-ului, sau o aluzie asupra naturii spiritului. Acest pas poate fi ocolit de către acei shinigami care au învățat cum să folosească bankai. În unele cazuri rare, un zanpakutō, odată "eliberat", va ramâne în acea stare pentru o durata nedefinită de timp. Astfel de zanpakutō-uri sunt descrise ca "full-time released form type", precum cele ale lui Ichigo Kurosaki și Kenpachi Zaraki.
Odată ce shikai este activat, zanpakutō-ul își va schimba forma pentru a accesa oricare abilitate specială de care e capabil. De obicei rămân de forma unei sabii, dar tipul de sabie diferă radical între diferite zanpakutō-uri. Abilitățile speciale ale unui zanpakutō, ca și însăși zanpakutō-ul, au nume specifice care trebuie anunțate pentru ai activa complet efectul. Precum zanpakutō-ul lui Ichigo, Zangetsu, explică, cunoașterea numele unui atac și necunoașterea lui va avea o diferență semnificativă în puterea pe care o va avea un atac.

### Bankai
Bankai (卍解, bankai?) este cea de a doua formă a unui zanpakutō. Pentru a-l atinge, un shinigami trebui să fie capabil de a materializa spiritul zanpakutō-ului lor în lumea reală și de a-l subjuga, câștigând controlul complet asupra puterii zanpakutō-ului. Potrivit lui Yoruichi Shinhouin, puterea unui bankai crește de obicei puterea unui shinigami cu un factor de la cinci la zece. Menținerea bankai este dificilă pentru perioade prelungite de timp, suprasolicitându-l pe cel ce îl mânuiește. Dacă proprietarul este în pragul morții bankai-ul va dispărea.
După ce un shinigami materializează și subjugă spiritul zanpakutō-ului, acesta își poate lua ultima și cea mai puternică formă. Spre deosebire de shikai, nu există nicio comandă pentru a activa bankai, deși utilizatorul va spune cuvântul "bankai" dinainte. Bankai-ul unui zanpakutō este o manifestare a însăși spiritului, creând de obicei o creatură masivă sau un efect pentru a-și ajuta proprietarul în luptă (bankai-ul lui Ichigo este o exceptie, acesta devenind mai compact). Bankai-ul însăși va mari numele zanpakuto-ului (Zangetsu aparținând lui Ichigo devine Tensa Zangetsu, Senbonzakura al lui Byakuya devine Senbonzakura Kageyoshi), sau uneori îl schimbă cu totul (Suzumushi aparținând lui Tōsen devine Enma Kōrogi). Unii shinigami odată cu transformarea zanpakutō-ului, își schimbă îmbrăcămintea cu ceva similar cu forma pe care o are spiritul sabiei. Majoritatea zanpakutō-urilor câștigă abilități speciale suplimentare. Ca și shikai, aceste abilități au propiile nume și comenzi de activare.
Secole de experiență în luptă sunt de obicei necesare pentru a atinge bankai și apoi zeci de ani pentru a-l stăpâni; totuși, un dispozitiv creat de Kisuke Urahara poate materializa forțat spiritul unui zanpakutō, astfel ignorând necesitatea unei vaste experiențe. Această metodă este potențial fatală dacă nu este terminată în decursul a trei zile, și singurele doua persoane care au reușit a finaliza această metodă "abreviata" de a obține bankai sunt Ichigo si Urahara.
Byakuya Kuchiki susține că chiar și în cele patru mari case nobile din Soul Society, o persoană din multe genereații se naște cu puterea spirituală necesară pentru a atinge bankai. Deoarece obținerea bankai durează sute de ani de experienta în lupta pentru a fi terminată, este rară și între shinigami  și aproape excusivistă acelor căpitani shinigami din Gotei 13. Singurul căpitan care nu a obținut bankai este Kenpachi Zaraki. Singurii shinigami non-căpitani care sunt prezentați a fi atins bankai în Bleach sunt Renji Abarai, Ikkaku Madarame, și Ichigo Kurosaki.

### Resurrección
Arrancari, care sunt hollows ce și-au scos maștile și au câștigat puteri de shinigami, au un zanpakutō și pot executa ceva similar cu eliberarea unui zanpakutō, făcută de un shinigami, denumit resurrección (Spaniol pentru reînviere). Spre deosebire de zanpakutō-ul shinigamilor, zanpakutō-ul unui arrancar  este de fapt puterea unui hollow sigilată în forma unei sabii. Eliberându-și zanpakutō-ul în aceiași manieră ca un shinigami, un arrancar își eliberează puterile de hollow.
Deoarece puterea lor este sigilată în zanpakutō, eliberarea unui arrancar îi va transforma de obicei unele parți sau tot corpul, în ceva asemănător formei unui hollow, permițându-i să își folosească abilitățile liber. Această formă reflectă de obicei cum arătă arrancar-ul când era un hollow, deși se întâlnesc unele variații. Arrancarii normal se reîntorc la forma lor umană numai după ce își resigilează puterile de hollow; făcând acest lucru fără resigilare, deși posibil, este o schimbare permanentă comparabilă cu amputarea unui membru. Motivul pentru care arrancarii trec prin chinul de a-și resigila puterile este acela că le permite să mențină formă umană, conservându-și astfel puterile când sunt inactivi.

## Tipuri de zanpakutō-uri
Sunt tipuri multiple de zanpakutō, clasificate după scopul principal sau efectul abilităților speciale. De exemplu, zanpakutō-ul lui Ichigo Kurosaki este de tip defensiv, deoarece este modelat pentru luptă de aproape. Zanpakutō-ul lui Yumichika Ayasegawa, în schimb, este un zanpakutō de tip kidō, deoarece este modelat în jurul abilităților speciale și nu pentru luptă de aproape.
Unele zanpakutō-uri sunt clasificate după un element: Tōshirō Hitsugaya și Rukia Kuchiki posedă zanpakutō-uri de tip gheață, Shigekuni Yamamoto-Genryūsai controlează un zanpakutō de foc, și zanpakutō-ul lui Kaien Shiba are abilități bazate pe apă. În jocurile video, zanpakutō-ul lui Jūshirō Ukitake este reprezentat ca fiind bazat pe apă și fulgere, pe când cel al lui Shunsui Kyōraku este asociat cu atacuri pe bază de vânt.

## Lista zanpakutō-urilor după personaj

### Shinigami
Ichigo Kurosaki
- Name: Zangetsu (斬月, lit. „Cutting Moon”, „Lună Tăietoare”)[1]; spiritul i-a forma unui bărbat de vârstă  mijlocie ce poartă ochelari de soare și o haină neagră zdrențuroasă. Mai poate lua și forma hollow-ului interior al lui Ichigo, care afirmă că el și Zangetsu sunt legați unul de altul, cu unul dintre ei mereu la control.
- Shikai: Zangetsu i-a forma unei sabii elegante, neagre, de mărirea lui Ichigo, asemănătoare unui satâr. Nu are teacă, fiind înfășurată cu o fâșie de material. Nu are nici o frază de comandă, deoarece este un zanpakutō în formă eliberată full-time.
- Bankai: Nume Tensa Zangetsu (天鎖斬月, lit. „Heavenly Chain Cutting Moon”, „Lună Cerească Tăietoare de Lanțuri”), Zangetsu ia forma unei nodachi cu o lamă neagră, cu o apărătoare în forma de manji, și un lanț mic atașat la capătul mânerului. Când Ichigo folosește bankai-ul lui Zangetsu, el este îmbrăcat într-o haină asemănătoare cu cea a spiritului. În această formă, viteza lui Ichigo este vast marită, depășind viteza unui pas flash. Ichigo caștigă și o agilitate și reflexe pe măsura noii viteze. În plus, puterea sa de atac crește moderat.
- Abilități: Getsuga Tenshō (月牙天衝, lit. „sky-piercing moon fang”, „colț de lună străpungător de cer”), este un atac energetic care lansează rafale de energie spirituală de culoare albastră în forma de semilună. În bankai, rafalele sunt negre cu un contur roșu și direcția le poate fi controlată, viteza și puterea atacului crescând exponențial.

Shigekuni Yamamoto-Genryūsai - Căpitan al Diviziei 1
- Nume: Ryūjin Jakka (流刃若火, lit. „Flacără Asemenea Lamei Plutitoare”, Viz: „Lama Flăcării Plutitoare”)[2]
- Shikai: Ryūjin Jakka izbucnește în flacări. Este activat de comanda "redu întreaga creație la cenușă mocnită" (万象一切灰燼と為せ banshō issai kaijin to nase?, Viz: "All things of this world, turn to ashes", "Toate lucrurile din această lume să se transforme în cenușă").
- Abilități: Ryūjin Jakka creează flăcări atât de intense încât numai aura acesteia este de ajuns pentru a dezintegra orice lucru spre care Yamamoto își mânuie sabia. Zona din apropierea lui Yamamoto va fi și ea consumată de flăcări.

Chōjirō Sasakibe - Locotenent al Diviziei 1
- Nume: Gonryōmaru (厳霊丸, lit. „Spirit Sever”, Viz: „Solemn Spirit”, „Spirit Solemn”)[3]
- Shikai: Gonryōmaru se transformă într-o spadă rapier. Este activat de comanda "pierce" (穿て ugate?, Viz: "bite", "mușcă").
- Abilități: Creează nori cu furgere violete

Soifon - Căpitan al Diviziei 2
- Nume: Suzumebachi (雀蜂, lit. „Hornet”, „Viespe”)[4]
- Shikai: Suzumebachi se transformă într-un stinger purtat pe degetul mijlociu de pe mâna dreaptă al lui Soifon. Este activat de comanda "sting all enemies to death" (尽敵螫殺 jinteki shakusetsu?, Viz: "spider enemy's killing strike", "lovitura ucigașă a inamicului paianjenului").
- Abilități: Când Soifon înjungie pe cineva cu Suzumebachi, un simbol de forma unui fluture numit hornet's crest (蜂紋華 hōmonka?, Viz: "Bee's Crest Flower") apare în zona de contact. O a doua lovitură în același loc duce la moarte instantanee. Suzumebachi poate extrage sau injecta otrăvuri, după cum este demonstrat de Soifon în timpul Arcei Bount.

Marechiyo Ōmaeda - Locotenent al Diviziei a 2-a
- Nume: Gegetsuburi (五形頭, lit. „Cap cu Cinci Forme”, Viz: „Five Heads”, „Cinci Capete”)[3]
- Shikai: Gegetsuburi se transformă într-o bilă mare cu țepi și un lanț. Este activată de comanda "smash" (打っ潰せ buttsubuse?, Viz: "crush", "zdrobește").
- Abilități: Necunoscute.

Gin Ichimaru - (Fost) Căpitan al Diviziei a 3-a
- Nume: Shinsō (神鎗, lit. „Divine Spear”, „Lance Divină”)[5]
- Shikai: Lama lui Shinsōse se extinde pe lungimi mari pentru a străpunge inamici lui Gin de la distanță. Gin poate susține forma extinsă și să mânuiască Shinsō în arce largi. Este activat de comanda "shoot [him] dead" (射殺せ ikorose?) („Împușcă-l”); în anime aceasta este ikorosu.
- Abilități: În diferitele jocuri video Bleach, Gin lansează Shinsō în pământ sau cer, cauzând o ploaie de sabii în jurul său, sau apariția unor sabii similare de sub el.

Izuru Kira - Locotenent al Diviziei a 3-a
- Nume: Wabisuke (侘助, lit. „Om Mizerabil”, dar poate fi tradus și ca Cel ce-și Cere Iertare, Viz: "The Penitent One", "Cel ce se scuză")[6]
- Shikai: Lama lui Wabisuke se îndoaie în forma unui cârlig dreptunghic. Este activat de comanda "raise your head" (面を上げろ omote o agero?, Viz: "Show yourself", "Arată-te").
- Abilități: Wabisuke doublează greutatea a orice atinge. Efectul se cumulează cu fiecare lovitură, crescând exponențial greutatea țintei sale. După ce efectul este aplicat de multiple ori, ținta este adusă în genunchi ca și cum și-ar cere scuze, de unde se trage și numele.

Retsu Unohana - Căpitan al Diviziei a 4-a
- Nume: Minazuki (肉雫唼, lit. „Purifică Carnea”)[7]
- Shikai: Necunoscut.
- Abilități: Creează o uriasă pisică de mare, cu un singur ochi, ce poate zbura și vindeca oameni în interiorul stomacul său. Nu este clar dacă aceasta este abilitatea ei de shikai sau de bankai, deși este etichetată drept ultima în unele jocuri video Bleach.

Isane Kotetsu - Locotenent al Diviziei a 4-a
- Nume: Itegumo (凍雲, lit. "Nor Înghețat", Viz: "Frozen Snow", "Zapadă Înghețată")[3]
- Shikai: Itegumo se desparte în trei lame asemănătoare unei foarfece katar cu mânerul normal unei katane. Este activată de comanda "sprint" (奔れ hashire?, Viz: „run”, „fugi”).
- Abilități: Necunoscute.

Hanatarō Yamada - Al 7-lea rang (scaun) în Diviziei a 4-a
- Nume: Hisagomaru (瓠丸, lit. "Gourd", "Tărtăcuță")[8]
- Shikai: Hisagomaru obține o scară de masură roșie pe mânerul ei și vindecă în loc să rănească inamici. Este activat de comanda "Fill up" (満たせ mitase?).[9]
- Abilitati: În timp ce vindecă răni, scara de masură de pe Hisagomaru se umple. Când este plină, Hisagomaru se transformă în Akeiro Hisagomaru (朱色瓠丸, lit. „tărtăcuță stacojie”), ce seamană cu un bisturiu. În această forma, Hanatarō returnează orice rană Hisagomaru a absorbit într-un singur atac. Următoarele atacuri vor avea și ele condiția de vindecare ridicată.[9]

Sōsuke Aizen - (Fost) Căpitan al Diviziei a 5-a
- Nume: Kyōka Suigetsu (鏡花水月, lit. „Mirror Flower Water Moon”, „Oglindă Floare Apă Lună”)[10]
- Shikai: Oricine este martor la shikai va intra din acel moment într-o stare de hipnoză completă. Este activată de comanda "shatter" (砕けろ kudakero?).
- Abilități: Efectul de hipnotiza al Kyōka Suigetsu este permanent și îi permite lui Aizen să creeze iluzii perfecte în mințile celor sub puterea sa. Oricine este sub influența completă a hipnozei nu poate risipi efectul acesteia, chiar dacă este conștient de el.

Momo Hinamori - Locotenent al Diviziei a 5-a
- Nume: Tobiume (飛梅, lit. „Pom Ume Zburător”, Viz: „Flying Plum Tree”, „Prun Zburător”)[11]
- Shikai: Lama lui Tobiume se îndreapta și produce apariția unor dinți jitte de-alungul lungimii sale. Este activată de comanda "snap" (弾け hajike?).
- Abilități: Tobiume se comportă ca un focar pentru puterile spirituale ale lui Hinamori, concentrându-le într-o sfera de energie explozivă, de culoarea roz, capabilă să creeze cratere în podele și să treacă prin pereți. Hinamori își poate comprima întreaga putere într-o singura sferă de energie, masivă.

Byakuya Kuchiki - Căpitan al Diviziei a 6-a
- Nume: Senbonzakura (千本桜, lit. „A Thousand Cherry Blossoms”, „O Mie de Flori de Cireș”)[12]
- Shikai: Lama lui Senbonzakura se împrăștie în sute de mii de lame minuscule ("petale") controlate de Byakuya. Este activat de comanda "scatter" (散れ chire?).
- Bankai: Numit Senbonzakura Kageyoshi (千本桜景厳, lit. „Afișare Vibrantă a Celor O Mie de Flori de Cireș”), Byakuya lasă Senbonzakura să cadă, cauzând dispariția acesteia în pământ. Apoi doua rânduri de sabii apar de o parte și de alta a lui Byakuya și se dizolvă într-un milion de lame mici controlate de Byakuya.
- Abilități: În bankai, Senbonzakura are patru stadii. Prima este o formă îmbunătățită a shikai-ului, ce este constituită din destule lame miniaturale pentru a forma un scut defensiv în jurul lui Byakuya și de a-i ataca inamicul cu un val masiv de „petale lamă”. A doua formă este activată de comanda "scene of a massacre" (殲景 senkei?), și comprimă lamele lui Senbonzakura în patru rânduri de săbii în jurul lui Byakuya și a inamicului său. El poate controla aceste săbii mânuindu-le după bunul plac, de exemplu, una din tehnicile sale este de a-și orbi inamincul cu o sabie și apoi de a chema o a doua pentru lovitura finală. Cea de-a treia formă, "pivotal scene" (吭景 gōkei?), face ca fiecare sabie să atace din orice unghi posibil, nelăsând nici un unghi mort. Cea de-a patra și evident ultima formă este activată de comanda "final scene: white imperial sword" (終景・白帝剣 shūkei: hakuteiken?), și comprimă fiecare lama într-o singura sabie și îi dă lui Byakuya o pereche de aripi albe.

Renji Abarai - Locotenent al Diviziei a 6-a
- Nume: Zabimaru (蛇尾丸, lit. "Snake Tail", "Coadă de Șarpe");[13] spiritul i-a forma unei chimere, cu capul și corpul unui babuin și capul unui șarpe la caputul cozii.[14]
- Shikai: Zabimaru se transformă într-o sabie segmentată cu o proeminență asemănătoare cu un  târnăcop la fiecare segment. Segmentele sunt conectate cu o bandă ce se poate întinde, permițându-i lui Zabimaru să fie folosit ca un bici. Este activat de comanda "howl" (咆えろ hoero?, "roar", "rage").
- Bankai: Numit Hihiō Zabimaru (狒狒王蛇尾丸, lit. "Baboon King Snake Tail", "Rege Babuin Coadă Șarpe"), Zabimaru se transformă într-o versiune masivă a shikai-ului, asemănătoare cu scheletul unui șarpe, cu un cap de șarpe în capăt. Îmbrăcămintea lui Renji se schimbă în ceva  asemănător. Segmentele sunt conectate între ele de puterea spirituală a lui Renji în loc de pânză, permițându-i să le conecteze/deconecteze după bunul plac. Nu este nevoie ca fiecare piesă să fie intactă pentru a funționa corespunzător.
- Abilități: Când este folosit ca bici, Zabimaru poate fi extins de trei ori înainte să fie nevoiet să revină la forma de sabie. Segmentele pot fi separate și controlate de puterea spirituală a lui Renji, permițându-i să execute un atac omni-direcțional denumit higa zekkō (狒牙絶咬 lit. "broken baboon's fang", "colțul rupt al babuinului"), dar este distructiv pentru Zabimaru și îl lasă pe Renji fără protecție. În forma de bankai, Zabimaru obține o tehnică specială cunoscută drept Baboon Bone Cannon (狒骨大砲 hikotsu taihō?) care trage cu energie spirituală densă din gura lui Zabimaru.

Sajin Komamura - Căpitan al Diviziei a 7-a
- Nume: Tenken (天譴, lit. "Heaven's Punishment", "Pedeapsă Cerească")[15]
- Shikai: Tenken creează parți diferite ale corpului unui uriaș pentru a copia orice mișcare făcută de componenta echivalentă a corpului lui Komamura; de exemplu, dacă Komamura își mânuiește sabia, un braț uriaș mânuind o sabie apare și face acelaș lucru. Este activat de comanda "roar" (轟け todoroke?).
- Bankai: Numit Kokujō Tengen Myō'ō (黒縄天譴明王, lit. „Pedeapsă Cerească a Regelui lui Kokujō”, Viz: „Divine Retribution: Black Ropes of Ruination”, „Retribuție Cerească: Frânghiile Negre ale Ruinării”),[16] Tenken produce un întreg uriaș (războinic în armură neagră), care la rândul său copie mișcările lui Komamura.
- Abilități: Necunscute în afară de cele automate.

Jirōbō Ikkanzaka - Al 4lea rang (scaun) in Diviziei a 7-a
- Nume: Tsunzakigarasu (劈烏, lit. Cioară Despicătoare)[17]
- Shikai: Tsunzakigarasu se transformă în mai multe shuriken-uri cu două muchii pe care Jirōbō le controlează. Dacă acestea sunt distruse, el poate baga sabia în teacă și apoi repetă procesul. Este activat de comanda "flap away" (羽搏きなさい habataki nasai?, "spread your wings" in traducerea Viz, si "întinde-ți aripile" in Română).
- Abilități: Necunoscute în afară de cea aparută la trecerea în shikai.

Shunsui Kyōraku - Căpitan al Diviziei a 8-a
- Nume: Katen Kyōkotsu (花天狂骨, lit. „Floare Rai, Os Nebun”, Viz: "Flower-Heaven Bone of Madness", "Floare-Rai Os al Nebuniei")[18]
- Shikai: Katen Kyōkotsu se transformă în două săbii de tip scimitar sau falchion. Este activat de comanda "flowers are disturbed, god of flowers weeps, winds of Heaven are disturbed, demon of Heaven laughs" (花風紊れて花神啼き天風紊れて天魔嗤う hana kaze midarete, kashin naki, tenpū midarete, tenma warau?, Viz: "when the flower wind rages, the flower god roars, when the wind of heaven rages, the god of the underworld sneers").
- Abilități: Prezentat în jocurile video Bleach, cu abilitatea de a controla vântul, a crea tornade și lansa atacuri pe bază de vânt.

Tatsufusa Enjōji - Locotenent al Diviziei a 8-a
- Nume: Hōzan (崩山, lit. "Avalanche")
- Shikai: Hōzan i-a forma unui fierestrău. Este activat prin comanda "dance madly" (乱舞せよ ranbuseyo?).
- Abilități: Necunoscute.

Kensei Muguruma - (Fost) Căpitan al Diviziei a 9-a
- Nume: Tachikaze (断地風, lit. "Earth-severing Wind")[19]
- Shikai: Tachikaze se transformă într-un cuțit de luptă. Este activat de comanda "blow it away" (吹っ飛ばせ futtobase?).
- Abilități: Capabil să se încarce și apoi să tragă rafale de energie spirituală.

Kaname Tōsen - (Fost) Căpitan al Diviziei a 9-a
- Nume: Suzumushi (清虫, lit. "Pure Insects", "Bell Bug" în traducerea Viz)[20]
- Shikai: Depinde de comanda folosită.
- Bankai: Numit Enma Kōrogi (閻魔蟋蟀, lit. "Demon's cricket", "Greerul demonului"),[21] Suzumushi creează o cupolă neagră, uriașă, ancorată de pământ prin zece inele. Oricine din interiorul ei, mai puțin persoana atinsă de Suzumushi, își pierde toate simțurile mai puțin cel de pipăire.
- Abilități: Dacă este activat prin comanda "chime" (鳴け nake?, Viz: "cry"), Suzumushi produce o notă de tonalitate înaltă pe o zona largă, suprasolicitând căile auditorii ale oricarei persoane din zona țintă, lăsându-i inconștienți. Dacă este activat prin comanda "smash his limbs" (四肢を潰すよ shishi wo tsubusu yo?), Suzumushi devine Benihikō (紅飛蝗, lit. "Crimson Flying Locusts")[22] și creează un grup de sabii care cad peste inamic.

Tōshirō Hitsugaya - Căpitan al Diviziei a 10-a
- Nume: Hyōrinmaru (氷輪丸, lit. Ice Ring);[23] spiritul i-a forma unui dragon chinez, înaripat, din gheață.
- Shikai: Hyōrinmaru obține o lamă în formă de semilună atașată de mânerul sabiei printr-un lanț. Este activat de comanda "sit upon the frozen heavens" (霜天に坐せ sōten ni zase?, "Reign over the frosted heavens" în tradurerea Viz, "Reign over the frosted frozen sky" in anime).
- Bankai: Numit Daiguren Hyōrinmaru (大紅蓮氷輪丸, lit. "Great Crimson Lotus Ice Ring"),[24] Gheața se așază pe spatele lui Tōshirō formând aripi și o coadă. Gheare din gheață apar pe picioare și brațul stâng și drept, un cap de dragon acoperindu-i mâna cu care ține sabia. În final, trei "flori" de gheață, cu câte patru petale, apar în spatele lui Hitsugaya. Petalele dispar odată cu folosirea de către Tōshirō a unor tehnici; dar dacă este apa prezentă în apropierea lui Tōshirō, Hyōrinmaru se poate regenerera pe timp nedefinit.
- Abilități: Hyōrinmaru are control asupra apei și gheții. În forma de shikai, sabia creează un dragon de gheață când este mânuită (controlat de Hitsugaya) și lama în formă de semilună îngheață orice ce înfașuară. Prin bankai, Hyōrinmaru obține două tehnici noi: "dragon hail frame" (竜霰架 ryūsenka?) și "thousand years ice prison" (千年氷牢 sennen hyōrō?). Prima îngheață și sparge un inamic pe care Tōshirō îl înjunghie. Cea de-a două creează stâlpi de gheață care înconjoară inamicul.[25]

Rangiku Matsumoto - Locotenent al Diviziei a 10-a
- Nume: Haineko (灰猫, lit. Ash Cat)[26]
- Shikai: Haineko se dizolvă în cenușă pe care Rangiku o poate controla. Este activată de comanda "growl" (唸れ unare?).
- Abilități: Cenușa din sabia lui Haineko taie prin obiecte la fel de ușor ca o sabie. În Bleach: Heat The Soul 3, cenușa produsă de Haineko poate forma o pisică sau un animal asemănător unui leopard.

Kenpachi Zaraki - Căpitan al Diviziei a 11-a
- Nume: Necunoscut.
- Shikai: Zanpakutō-ul lui Kenpachi este permanent eliberat, cu mânerul unui shinai și o lamă lungă , uzată și îndoită. Este unică deoarece este în starea sa eliberată, deși proprietarul nu îi cunoaște numele, acesta fiind incapabil să își controleze puterea spirituală. Totuși, deși se află în forma  shikai, puterile îi sunt inaccesibile lui Kenpachi deoarece nu îi cunoaște numele.
- Abilități: Necunoscute.

Ikkaku Madarame - Al 3lea rang (scaun) in Diviziei a 11-a
- Nume: Hōzukimaru (鬼灯丸, lit. "Demon Light, Winter Cherry" în traducerea celor de la Viz)[27]
- Shikai: Hōzukimaru se transformă într-o naginata care se poate despărți într-un staff format din trei secțiuni (三節棍 sansetsukon?) prin comanda "split" (裂けろ sakero?, "break"). Este activat de comanda "grow" (延びろ nobiro?, "extend"), urmată de lovirea mânerului zanpakutō-lui de capătul tecii, de către Ikkaku.
- Bankai: Numit Ryūmon Hōzukimaru (龍紋鬼灯丸, lit. "Dragon Crest Demon Light"),[28] Hōzukimaru se transformă într-o sapă de călugăr chinezească supradimensionată și un Dadao la fel de mare, ambele conectate printr-un lanț de o  halebardă la fel de mare, cu un mâner paralel forjat între capăt și o creastă sub formă de dragon de pe cealaltă parte a sabiei.
- Abilități: Deși nu are abilități speciale, Hōzukimaru, în forma sa de bankai devine din ce în ce mai puternic odată cu trecerea timpului. Nivelul de putere e indicat de către creasta sub formă de dragon, care se "umple" cu cerneală când puterea lui Hōzukimaru crește. Când modelul este umplut complet, forța distructivă al bankai-ului lui Ikkaku apare. Totuși, acesta dezlănțuie atâta putere încât lama zanpakutō-ului devine foarte uzată.[29]

Yumichika Ayasegawa - Al 5lea rang (scaun) in Diviziei a 11-a
- Nume: Fuji Kujaku (藤孔雀, lit. Wisteria "Peacock", "Paun")[30]
- Shikai: Fuji Kujaku se transformă într-un evantai format din patru lame asemanatoare unor seceri, conectate de mâner printr-o balama. Este activat de comanda "bloom" (咲け "sake"?).
- Abilitpți: Prin comanda sakikurue (裂き狂え), Fuji Kujaku începe să absoarbă energia spirituală a inamicului, lăsându-l incapabil să lupte.

Maki Ichinose - (Fost) Membru al Diviziei a 11-a
- Nume: Nijigasumi (虹霞, lit. "Rainbow Haze")[31]
- Shikai: Lama lui Nijigasumi devine invizibilă. Este activat de comanda "shine brightly" (光華閃け kōka hirameke?).
- Abilități: Lama lui Nijigasumi generează o lumină orbitoare care poate tăia orice cu care întră ăn contact. Manipularea luminii servește și pentru a năuci inamicul cu privire la direcția din care Ichinose va lovi cu Nijigasumi. Poate genera și un puls de lumină și să tragă cu multiple săbii de lumină  spre un inamic. Prin manipularea luminii, Ichinose, poate deveni și invizibil. Când este folosit sub forma Saigyoku Nijigasumi (彩玉虹霞? lit. "Swallowing Orb of Rainbow Mist"), poate crea și un orb de lumină în jurul unui inamic, cu scopul de a-l zdrobi.

Mayuri Kurotsuchi - Căpitan al Diviziei a 12-a
- Nume: Ashisogi Jizō (疋殺地蔵, lit. "Ksitigarbha's Killer Head", deși poate fi interpretat și în alte moduri)[32]
- Shikai: Ashisogi Jizō se transformă într-un trident deformat. Este activat de comanda "rip" (掻き毟れ kakimushire?, Viz "claw out").
- Bankai: Numit Konjiki Ashisogi Jizō (金色疋殺地蔵, lit. "Golden Ashisogi Jizō"),[33] Ashisogi Jizō produce o omida uriașă cu un cap grotesc și o aureolă argintie.
- Abilități: În forma de shikai, prin înjunghiere, Ashisogi Jizō paralizează inamici oprind semnalele de la creier spre brațe și picioare. Această paralizie încă permite victimei să simtă durere. În forma debankai, monstrul eliberat de Ashisogi Jizō degajă otrăvuri derivate din sângele lui Mayuri care sunt letale pentru oricine le respiră, mai putin pentru Mayuri, și locotenentul său, Nemu. Mai multe săbii pot apărea din pieptul acestuia, permițându-i să treacă prin inamici sau să îi străpungă. Dacă Mayuri se înjunghie cu propiul zanpakutō, el devine lichid și nu poate ataca sau fi atacat (folosit ca metoda de evadare). Se reîntoarce la formă umană în câteva zile.

Kisuke Urahara - (Fost) Căpitan al Diviziei a 12-a
- Nume: Benihime (紅姫, lit. "Crimson Princess")[34]
- Shikai: Lama lui Benihime devine un pic mai lată decât cea dinaintea shikai-ului și mânerul zanpakutō-ului se curbează, adăugând o panglică roșie și alte decorații elaborate în jurul ei. Este activat de comanada "awaken" (起きろ okiro?).
- Abilități: Benihime poate trage rafale de energie de putere considerabilă, destul de puternice pentru a contracara un cero, și poate crea un scut pentru al proteja pe Urahara, amândouă fiind activate prin comanda "sing" (啼け nake?, "Scream").

Jūshirō Ukitake - Căpitan al Diviziei a 13-a
- Name: Sōgyo no Kotowari (双魚の理 or 双魚理, lit. Logic of the Twin Pisces, Viz: Law of the Twin Fish)[35]
- Shikai: Sōgyo no Kotowari se transformă în două sabii gemene ce seamană cu o javelin cu un jitte invers - asemănător unui dinte pe spatele fiecarei sabii. Săbiile sunt conectate printr-o coardă, pe care sunt aliniate mai multe charm-uri mici. Este activat de comanda "every wave be my shield, every thunder become my blade" (波悉く我が盾となれ雷悉く我が刃となれ nami kotogotoku waga tate to nare, ikazuchi kotogotoku waga yaiba to nare?, Viz: "wave become my shield, thunder become my blade").
- Abilități: Multe din jocurile video Bleach îl prezintă ca fiind capabil să controleze combinații de apă și fulgere, făcând orburi de apă și trăgând cu șiroaie de apă din aceste orburi. Aceste orburi pot fi puse într-o anumită formație și o altă abilitate este de a crea o baltă de apă pe pământ drept capcană, când inamicul calcă în baltă, sulițe de apă sau fulgere îl străpung.

Kaien Shiba - (Fost) Locotenent al Diviziei a 13-a
- Nume: Nejibana (捩花, lit. Twisted Flower)[36]
- Shikai: Nejibana se transformă într-un trident. este activat de comanda "uncoil the liquid heavens" (水天逆巻け suiten sakamake?, "rankle the seas and heavens" în traducerea celor de la Viz).
- Abilități: Control peste si abilitatea de a genera apă.

Rukia Kuchiki - Membru al Diviziei a 13-a
- Nume: Sode no Shirayuki (袖の白雪 or 袖白雪, lit. "Sleeve's White Snow")[37]
- Shikai: Sode no Shirayuki devine complet alb și o pamblică alba se formeaza din muner. Este activată de comanda "dance" (舞え mae?).
- Abilități: Sode no Shirayuki are trei tehnici: "first dance, white moon" (初の舞・月白 some no mai, tsukishiro?, "primul dans, lună albă"), "next dance, white ripple" (次の舞・白漣 tsugi no mai, hakuren?, "următorul dans, unduire albă"), si "third dance, white sword" (参の舞・白刀 san no mai, shirafune?,  al treilea dans, sabie albă). Prima tehnică creează un cerc în jurul țintei lui Rukia și îngheață orice și pe oricine din acel cerc de la pământ în sus până ajunge la ceruri. A doua tehnică este o versiune a primului atac, ce creează un val masiv de gheață, într-o anumită direcție, la o distanță considerabilă în fața Rukiei. Cea de-a treia tehnică este folosită dacă zanpakutō-ul se rupe, și îi restaurează forma cu ajutorul gheții, chiar și printr-un obiect sau inamic.

Senna - Bleach: Memories of Nobody
- Nume: Mirokumaru (弥勒丸, lit. "Maitreya circle")
- Shikai: Mirokumaru i-a forma unui staff. Este activată de comanda "call forth the twilight" (夕闇に誘え yūyami ni izanae?).
- Abilități: Mirokumaru poate crea tornade înputernicite de lovituri de trăsnet, pe care Senna le controlează apoi pentru a ataca.

### Arrancar
Neliel Tu Oderschvank - Fost Espada nr. 3
- Nume: Gamuza (羚騎士, lit. "Antelope Knight", Spaniol pentru chamois)
- Resurrección: Nel se transformă într-un centaur în timp ce sabia ei devine o lance cu două tăișuri. Totodată, coarnele măștii ei devin puțin mai lungi. Este activată prin comanda "declare" (謳え utae?).
- Abilități: Atacul principal al lui Nel este Lanzador Verde (Spaniol pentru "green thrower" or "green spearman", in Română "aruncatorul verde"), ea azvârlindu-și lancea cu o viteză mare și cu o forță rotativă spre inamici ei, transformând arma într-o bormașină.

Nnoitra Jiruga - Espada nr. 5
- Nume: Santa Teresa (聖哭螳螂, termen Spaniol pentru "Mantis religiosa," Japanez pentru "sacred crying mantis", în Română "călugăriță plângătore sacră")
- Resurrección: Nnoitra obține două brațe în plus aranjate orizontal de la umeri săi, și mai poate produce încă două brațe dacă este necesar. Lama zanpakutō-ului său se schimbă, luând forma brațelor (asemănătoare unei coase) unei calugărițe, și apoi se desparte în patru săbii identice pentru fiecare dintre brațele lui. Masca sa de hollow se schimbă și ea, arătând de parcă a fost ruptă și conținând  dinți zimțați. Totodată îi crește și o pereche de coarne, unul mai lung decât celălalt, curbate în așa fel încât seamănă cu o semilună. Este activat de comanda "pray" (祈れ inore?).
- Abilități: Vindecare accelerată.

Grimmjow Jeagerjaques - Espada nr. 6
- Nume: Pantera (豹王, lit. "Panther King", Spaniol pentru Panteră)
- Resurrección: Aspecutul lui Grimmjow devine asemănător cu cel al unei feline, luând trăsături distinctive precum dinți zimțați, o coadă, și labe la picioare. Hainele sale se schimbă și ele, pentru a se potrivi cu forma sa originală de hollow. Părul său devine mai lung, și marcajele de sub ochi se măresc, ajungând până la vârful urechilor. Masca sub forma de maxilar dispare, fiind înlocuită de o coroană situată un pic deasupra frunții. Eliberarea lui Grimmjow este activată prin comanda "grind" (軋れ kishire?).
- Abilități: Această forma îi crește drastic viteza lui Grimmjow, dându-i și agilitatea unui animal. Odată transformat, este capabil să ragă, creind puternice unde de șoc în aer. În plus, poate să tragă cu proiectile asemănătoare unor săgeți din antebraț, si poate crea gheare de energie din vârful degetelor denumite desgarrón (Spaniol pentru "tear", în Română "sfâșâie").

Luppi - Fost Espada nr. 6
- Nume: Trepadora (蔦嬢, lit. "Ivy Girl")
- Resurrección: Opt cârcei cresc dintr-o carapace așezată pe spatele lui Luppi, pe care Luppi le poate controla. Masca sa se mută de pe marginea capului său formând o cască. Este activat de comanda "strangle" (縊れ kubire?).
- Abilități: Tentaculele lui Luppi pot fi folosite în diferite modalități. Pot fi folosite pentru a dezlănțui lovituri zdrobitoare sau pentru a strânge inamici, din capătul acestora putând crește și un număr de țepi ascuțiți. Carapacea poate fi rotită, rotind și tentaculele, asemănător paletelor unui elicopter.

Zommari Leroux - Espada nr. 7
- Nume: Brujería (呪眼僧伽 Spaniol pentru "Vrăjitorie")
- Resurrección: Zommari este acoperit de 48 de ochi aranjați în jurul secțiunii mijlocii. Picioarele sunt înlocuite de o structură asemănătoare unui dovleac înconjurat de fațe ciclopice. Este activată de comanda "suppress" (鎮まれ shizumare?).
- Abilități: După eliberarea zanpakutō-ului, Zommari obține o abilitate numită amor (Spaniol pentru "iubire"), care poate fi folosită pentru a controla orice ochi săi văd, marcând obiectul controlat cu un semn ce arată ca un soare. Partea sa înferioară poate, totodată, să îi acopere întreg corpul, servind ca un fel de defensivă.

Szayel Aporro Granz - Espada nr. 8
- Nume: Fornicarás (邪淫妃, lit. Spaniol pentru voi păcătui trupește)
- Resurrección: Două perechi de structuri asemănătoare cu aripi apar pe spatele lui Szayel și o mulțime de tentacule cresc din partea inferioară a corpului acestuia. Tentaculele se pot retrage pentru ai permite să meargă liber. Ochelari săi se extind pentru a forma o tiară și mai obține un set de marcaje ciudate sub ochiul său stâng. Fornicarás este activată de comanda "sip" (啜れ susure?).
- Abilități: După eliberarea zanpakutō-ului, Szayel Aporro poate crea o cantitate mare de lichid negru pe care îl pulverizează. Orice organism viu atins de lichid este clonat. Înfăsurându-și inamicul în una dintre aripi, el poate crea o păpușă a acestuia, asemănătoare unei păpușe voodoo, pe care o folosește pentru ași răni inamicul; efectul se limitează la vătămarea organelor interne și tăieturi externe superficiale. Dacă este rănit grav, Aporro poate să se refacă implantând un ou în interiorul inamicului său, oul devorându-le organele interne după care crește într-un nou Szayel, într-un timp  foarte scurt.

Aaroniero Arruruerie - Espada nr. 9
- Nume: Glotonería (喰虚, lit. "Eating Hollow", Spaniol pentru Lăcomie)
- Resurrección: Partea inferioara a corpului lui Aaronierose se schimbă într-o caracatiță imensă cu multe guri enorme pe corpul său. Este activat de comanda "devour" (喰い尽くせ kuitsukuse?).
- Abilități: Odată ce Aaroniero își eliberează zanpakutō-ul, el poate folosi toate puterile hollow-urilor pe care i-a consumat în acelaș timp, iar tentaculele sunt folosite pentru atacuri melee.

Shawlong Koufang - Arrancar nr. 11
- Nume: Tijereta (五鋏蟲, Spaniol pentru urechelniță)
- Resurrección: Partea superioară a corpului lui Shawlong este acoperită de o armură insectoidă, care se termină cu gheare foarte lungi la mâini. O coadă ce se termina cu o structură asemănătoare unei foarfece crește puțin mai jos de gâtul său. Masca sa se extinde pe partea stângă a feței sale. Este activat de comanda "snip" (截て tate?).
- Abilități: Ghearele lui Shawlong sunt folosite pentru atacuri melee.

Edrad Liones - Arrancar nr. 13
- Nume: Volcanica (火山獣, lit. "Volcanic Beast", Spaniol pentru "Vulcanic")[38]
- Resurrección: Brațele lui Edrad se măresc și sunt acoperite de armură. O gură de evacuare apare pe fiecare din umerii săi. Masca sa dispare cu totul. Este activat de comanda "awake" (起きろ okiro?); in tankōbon, aceasta este schimbată în "conflagrate" (熾きろ okiro?).
- Abilități: Edrad poate lansa atacuri pe baza de foc din pumni, care îi înconjoara inamici.

Yylfordt Granz - Arrancar nr. 15
- Nume: Del Toro (蒼角王子, lit. "Pale Horn Prince", Spaniol pentru "de pe taur")
- Resurrección: Partea superioară a corpului lui Yylfordt este acoperită de armura, transformându-l într-o creatură ce se aseamană cu un taur cu coarne lungi. Chiar și merge în patru picioare. Este activat de comanda "gore" (突き砕け tsukikudake?).
- Abilități: Yylfordt își folosește coarnele ca principală modalitate de atac, atacurile sale comparându-se cu cele ale unui taur.

Dordonii Alessandro Del Socacchio - Arrancar nr. 103
- Nume: Giralda (暴風男爵, lit. "Windstorm Baron", Spaniol pentru Giralda)
- Resurrección: Lui Dordonii îi cresc coarne mari pe umeri și o armură pe picioare, care odată ajunsă la talie se termină în alte două coarne. Două cicloane enorme apar din armura de pe picioarele lui Dordonii, permițându-i să leviteze. Este activat de comanda "whirl" (旋れ maware?).
- Abilități: Dordonii poate controla două bestii din vânt cu capete de păsări, care sunt create din cicloanele de la picioare.

Cirucci Thunderwitch - Arrancar nr. 105
- Nume: Golondrina (車輪鉄燕, lit. "Wheel Iron Swallow", Spaniol pentru rândunică)
- Resurrección: Lui Cirucci îi cresc aripi enorme cu lame în loc de pene. Brațele ei se lungesc și degetele devin gheare ascuțite. Masca crește, prin 'pene' pe spate, terminându-se cu două structuri din pene ce cresc la picioare. Este activată de comanda "rip off" (掻っ切れ kakkire?).
- Abilități: Aripile lui Cirucci pot fi folosite drept proiectile care se reîntorc la ea după folosire. Forma de după eliberare consumă o cantitate foarte mare de energie spirituală, dar Cirucci poate renunța la aripi și gheare pentru a acoli acest dezavantaj, concentrându-și energia în mască. Totuși, această schimbare este permanentă.

Gantenbainne Mosqueda - Arrancar nr. 107
- Nume: Dragra (龍拳, lit. "Dragon Fist", în Română "Pumnul Dragonului")
- Resurrección: Gantenbainne obține o armură din placi, sub formă de domuri, peste brațe și spate, terminându-se într-o coadă, dându-i înfășișarea unui armadillo. Pumnalele se aseamănă cu niște dragoni.
- Abilități: Coada lui Gantenbainne emite energie pe care el o adună în pumnale și o lansează înainte printr-un atac, cu aspectul unui cap de dragon, tehnică denumită Dios, Ruego Nos Perdóne (主よ我等を許し給え).

Tesla - Arrancar cu nr. necunoscut
- Nume: Verruga (牙鎧士, lit Tusk Armored Samurai, Spaniol pentru mistreț)
- Resurrección: Tesla devine o creatură ce se aseamană cu un mistreț Masca sa crește și îi acoperă toată fața, producând și o pereche de colți. Părul său crește într-o coamă. Este activat de fraza "strike down".
- Abilităși: Puterea fizică a lui Tesla este vast marită, permițându-i să rupă oase cu usurință.

Patros - Arrancar cu nr. necunoscut
- Nume: Jerifalte (ヘリファルテ, Spaniol pentru "șef")
- Resurrección: Patros ia o formă asemănătoare unui tanc, cu două mâini asemănătoare unor săbii pe care le folosește pentru a ataca. Este activat de comanda "pollute" (汚れよ kegareyo?).
- Abilități: Brațul drept al lui Patros poate fi folosit pentru a lansa atacuri energetice, în timp ce brațul stâng lansează un atac pe o zona mai largă, prin comanda "split open" (弾けろ hajikero?).

## Alte referințe
1. ↑  Manga Bleach; capitolul #66, pag 19.
2. ↑  Manga Bleach; capitolul #155, pag 23.
3. 1 2 3  Manga Bleach; capitolul #152, pag 13.
4. ↑  Manga Bleach; capitolul #157, pag 16.
5. ↑  Manga Bleach; capitolul #75, pag 15.
6. ↑  Manga Bleach; capitol #101, pag 13.
7. ↑  Manga Bleach; capitolul #154, pag 2.
8. ↑  Bleach Official Character Book SOULs; pag 119.
9. 1 2  Menționat în schițele din Bleach volumul 22.
10. ↑  Manga Bleach; chapitolul #171, pag 9.
11. ↑  Manga Bleach; capitolul #101, pag 10.
12. ↑  Manga Bleach; capitolul #116, pag 36.
13. ↑  Manga Bleach; capitolul #54, paginile 16-17.
14. ↑  Manga Bleach; capitolul #118, pag 2.
15. ↑  Bleach Official Character Book SOULs; pag 180.
16. ↑  Manga Bleach; capitolul #148, pag 18.
17. ↑  Manga Bleach; capitolul #91, pag 17.
18. ↑  Manga Bleach; capitoul #156, pag 14.
19. ↑  Manga Bleach; capitolul #104, pag 15.
20. ↑  Manga Bleach; capitolul #126, pag 16.
21. ↑  Manga Bleach; capitolul #146, pag 10.
22. ↑  Manga Bleach; capitolul #139, pag 14.
23. ↑  Manga Bleach; capitolul #132, pag 4.
24. ↑  Manga Bleach; capitolul #170, paginile 18-19.
25. ↑  Manga Bleach; capitolul #234, pag 18.
26. ↑  Manga Bleach; capitolul #169, pag 6.
27. ↑  Manga Bleach; capitolul #87, pag 14.
28. ↑  Manga Bleach; capitolul #205, paginile 4-5.
29. ↑  Manga Bleach; capitolul #205, pag 18.
30. ↑  Manga Bleach; capitolul #89, pag 2.
31. ↑  Bleach anime; episodul 76.
32. ↑  Manga Bleach; capitolul  #122, pag 12.
33. ↑  Manga Bleach; capitolul #125, pag 14.
34. ↑  Manga Bleach; capitolul #65, pag 19.
35. ↑  Manga Bleach; capitolul #156, pag 12.
36. ↑  Manga Bleach; capitolul #135, pag 9.
37. ↑  Manga Bleach; capitolul #201, pag 16.
38. ↑  Manga Bleach; capitolul 203, pag 17.